# Surodadi (Gajah)
Surodadi is een bestuurslaag in het regentschap Demak van de provincie Midden-Java, Indonesië. Surodadi telt 1442 inwoners (volkstelling 2010).